# 鳥取市立美保南小学校
鳥取市立美保南小学校（とっとりしりつ みほみなみしょうがっこう）は、鳥取県鳥取市宮長にある公立小学校。

## 概要
1987年、鳥取市立美保小学校の児童急増により分離し創立。

## 沿革
- 1987年（昭和62年）
  - 4月 - 鳥取市立美保南小学校新設し、竣工式、開校式を挙行する。
  - 6月 - 校歌を制定。
  - 8月 - 水泳プールの竣工式を行う。
- 1991年（平成3年）11月 - グラウンド夜間照明施設完成[1]。
- 1996年（平成8年）12月 - 鳥取市立病院内に院内学級を開設する。
- 2009年（平成21年）6月 - 校舎増築[1]。
- 2016年（平成28年）10月16日 - 学校創立30周年記念事業としてギネス世界記録挑戦（#その他参照）。

## 通学区域
- 叶、叶一丁目、数津（鳥取県道292号八坂鳥取停車場線以西）、的場、的場一丁目、的場二丁目、的場三丁目、的場四丁目、宮長、吉成（大路川以南）、吉成南町一丁目、吉成南町二丁目

## 進学先中学校
- 鳥取市立南中学校

## 交通アクセス
- JR山陰本線 鳥取駅：鳥取駅バスターミナルより、
  - 日ノ丸バス市立病院・用瀬・智頭線（市立病院経由）（路線番号：91H・93H・95）「いなば団地」バス停より200m。

## 校区内の主な施設
- 鳥取市立病院

## その他
- 2016年10月16日に学校創立30周年記念事業として「5分間で同時におにぎりを作った最多人数」に1450人が挑戦し、1436人が認定されてギネス世界記録を達成した[2][3]（記録はその後、同年11月3日に三重県桑名市で更新された[4]）。